# Jaime Aparicio
Jaime Aparicio, född 17 augusti 1929, är en friidrottare från Colombia. Han deltog vid olympiska sommarspelen 1948 och olympiska sommarspelen 1956.